# Leon en Juliette
 Leon en Juliette  is het boekenweekgeschenk van 2020, geschreven door Annejet van der Zijl.
Het kwam uit op 7 maart 2020, op de eerste dag van de Boekenweek, die in 2020  het thema “Rebellen en dwarsdenkers” had.

## Woord vooraf
Na 92 pagina’s geeft de auteur gegevens vrij over de totstandkoming van het boek. Ze had ooit het boekje ontvangen “Geerbron en zijn bewoners” haar opgestuurd door Peter Brouwer, monumentenambtenaar van de gemeente Westland.
Na het boekje terzijde te hebben gelegd, vond ze later in de opdracht om het boekenweekgeschenk te schrijven, een nieuwe kans om het thema alsnog op te pakken. De keuze voor dit onderwerp is dan ook duidelijk de onafhankelijke keuze van de auteur. Ze beschouwt dit boekenweekgeschenk voorlopig als een voorstudie voor een later omvangrijker werk over de twee hoofdpersonen. Voor het volgende kaftontwerp is de auteur nog steeds op zoek naar een destijds gemaakt portret van Juliette door Nicolaas Pieneman.
Inmiddels heeft de auteur hulp van een achterachterkleindochter van Leon en Juliette Karen Bennett uit San Francisco. De zoektocht leidde tot een vervolgboek in 2021: Fortuna's kinderen.

## Hoofdpersonen
- Leon Herckenrath. Geboren 6 mei 1800 te Monster[5] en aldaar overleden op 12 september 1861. Hij was getrouwd sinds 15 augustus 1823 met Julietta Louisa Mc Cormick de Magnan te Charleston.[6]
- Julietta Louisa Mc Cormick de Magnan, geboren te Charleston op 20 juni 1809. Overleden te Monster op 13 april 1856. Voor 1000 dollar gekocht door haar latere echtgenoot van haar eigenaar James Magnan op 20 oktober 1820. Laatstgenoemde had zijn huisvriend, destijds 52 jaar, James M. Mc Cormick ingeschakeld om nageslacht te verwekken bij moeder Josephine van 15, die zijn persoonlijk bezit was. De opbrengst bleek 11 jaar later 1000 dollar.

## Verhaal
Als derde zoon van een redelijk welgesteld dokter uit Monster vertrekt Leon in 1818 naar Charleston om daar fortuin te maken. Wegens zijn katholieke achtergrond wordt hij aldaar opgenomen in de Franse gemeenschap. Hij valt al spoedig ten prooi aan de gele koorts, die hij ternauwernood overleeft. Dit mede door de goede zorgen van de negenjarige Juliette. Nadat hij haar openbaar heeft gekocht en in het geheim getrouwd krijgt dit bijzondere echtpaar uiteindelijk vijftien kinderen.
Wegens de steeds intolerantere raciale sfeer in Charleston besluit de inmiddels succesvolle Leon zijn kinderen en later ook zijn echtgenote in het geniep Charleston uit te smokkelen naar Monster. Aldaar koopt hij het ouderlijk huis Geerbron van zijn moeder-weduwe. Juliette hoort opeens bij de elite, zeker als haar man ook nog eens burgemeester van Monster wordt. Ze heeft zes bedienden tot haar beschikking.
In de Verenigde Staten wordt het steeds moeilijker laveren voor Leon te midden van de opgelopen spanningen tussen de slavenstaten en het centrale gezag in Washington. Uiteindelijk blijkt zijn veel grotere bezit in Charleston na de Amerikaanse Burgeroorlog volkomen waardeloos. In Nederland gingen de zaken beter, zodat hij als welgesteld man overlijdt met een fortuin van 181.000 gulden. Zijn echtgenote overleed enige jaren voor hem aan een hersenbloeding.